# Сурб-Ншан
Сурб-Ншан (Церква Сурб-Ншан (св. Знамення)) — центральна будівля монастиря Сурб-Хач розташовується в його східній частині і виступає за монастирську огорожу.
Датується спорудження храму 1358 роком по віршованому напису, виконаному на верхній частині барабана купола церкви. Напис говорить: «Цей божественний храм слави, на землі — рай дерева життя: він подоба гірського неба, житло Трійці. Почалось від народження во плоті Христа в 1358 році спорудження в ім'я св. Знамення ретельністю служителя його Ованнеса ченця і рідних братів його і по духу синів… ».
Легенда оповідає, що назва церкви походить від видіння (знамення), яке засновники обителі побачили у небі над місцем майбутньої будови — вогняного хреста. 

## Архітектура
Декор інтер'єру храму дуже скромний. На основному, вівтарному перекритті зображений Христос, що сидить на троні серед зигзагоподібних ліній — небесних блискавок. Біля нього вгадуються фігури Богоматері, Іоанна Хрестителя. По краях композицій символи євангелістів — ангел, голуб, лев і бик. Звичайно, від розпису зараз залишилося не більше половини, багато зображень на фресках вгадуються насилу.
У XVI ст. був прибудований гавіт (притвор) з дзвіницею. Храмовий гавіт простий по своїй композиції і являє собою простору залу, складену, як і власне храм, з великого бутового каменю. Дзвіниця, що знаходиться над південно-західним кутом гавіту, була сторожовою: з її вікон навколишня місцевість проглядається досить далеко. У минулому, коли не підступав з усіх боків ліс, звідси відкривався вид на частину монастирської дороги, на Старокримську долину з її дорогою з Карасубазара в Старий Крим, на Агармиш.
У XVI—XVIII ст.ст. в західній частині храмового атріуму зведена трапезна. Під сходами на трапезну у напівкруглій ніші перебуває фонтан (зараз пересохлий), з якого колись витікала джерельна вода, у якій прихожани храму під час традиційного обряду омивали руки та ноги перед тим, як увійти до церкви. Фасад фонтану — різьблена кам'яна плита XII–XIII ст. з орнаментальною «сельджуцькою плетінкою».